# Dworszowice Kościelne
Dworszowice Kościelne is een plaats in het Poolse district  Pajęczański, woiwodschap Łódź. De plaats maakt deel uit van de gemeente Nowa Brzeźnica en telt 424 inwoners.